# Karmma
Karmma, el peso de tus actos es una película dramática colombiana de 2006 dirigida y escrita por Orlando Pardo, con las actuaciones de Julio Medina, Edgardo Román, Lincoln Palomeque y Diana Ángel.

## Sinopsis
Santiago Valbuena es el hijo de un hacendado millonario de los llanos orientales colombianos que tiene negocios con la guerrilla. A cambio de dinero informa a los delincuentes sobre posibles víctimas de secuestro. Un día decide no colaborar más con la guerrilla, algo que le trae un sinfín de problemas a él y a su familia.

## Reparto
- Juan Sebastián Mogollón - Santiago Valbuena
- Julio Medina - Juan Diego Valbuena
- Diana Ángel - Diana Valbuena
- Edgardo Román - Guaco
- Lincoln Palomeque - Álex
- Luis Fernando Múnera - Ricardo Velásquez